# Sogliano al Rubicone
Sogliano al Rubicone is een gemeente in de Italiaanse provincie Forlì-Cesena (regio Emilia-Romagna) en telt 2992 inwoners (31-12-2004). De oppervlakte bedraagt 93,2 km², de bevolkingsdichtheid is 31 inwoners per km².
De volgende frazioni maken deel uit van de gemeente: Bagnolo, Vignola, Rontagnano, Strigara, Montegelli, Ponte Uso, Ponte Rosso, Montetiffi, S.Maria Riopetra, Bivio Montegelli.

## Demografie
Sogliano al Rubicone telt ongeveer 1189 huishoudens. Het aantal inwoners steeg in de periode 1991-2001 met 0,7% volgens cijfers uit de tienjaarlijkse volkstellingen van ISTAT.
| Jaar | Inwoneraantal |
| ---- | ------------- |
| 1991 | 2869          |
| 2001 | 2890          |

## Geografie
Sogliano al Rubicone grenst aan de volgende gemeenten: Borghi, Mercato Saraceno, Novafeltria (PU), Roncofreddo, Sant'Agata Feltria (PU), Sarsina, Talamello (PU), Torriana (RN).